# Сімада Масахіко
Масахіко Сімада (яп. 島田 雅彦, 13 Березня 1961) — японський письменник, професор Університету Хосей, представник Японського союзу літераторів. Написав біля півсотні прозових творів: оповідання, романи, есе та п'єси, нещодавно почав писати також і вірші.

## Твори
- Хіган-сенсей
- Красиві душі
- Дельфін у пустелі

## Премії
- 1984 — Літературна премія імені Номи
- 1992 — Літературна премія імені Ідзумі Кьока